# テクノポリマー
テクノポリマー株式会社（英称:Techno Polymer CO.,Ltd.）は、かつて存在した日本の化学メーカー。合成ゴム大手JSRの完全子会社であった。2018年4月にUMG ABS（三菱ケミカルと宇部興産の合弁企業）と統合し、テクノUMG株式会社となった。

## 概要
- JSR、三菱化学が出資する合弁会社として設立。ABS樹脂の生産、販売、研究を行っていた。
- 国内向けABSシェア1位（2018年3月現在）。
- 設備能力 - 250,000t（ABS）、30,000t（AS・AES）
- 研究・開発・製造拠点 - 四日市市

## 事業内容
- スチレン系樹脂（ABS・AS・AES・ASAその他ポリマーアロイ）の製造、加工、販売
- スチレン系樹脂（ABS・AS・AES・ASAその他ポリマーアロイ）の研究開発
- テクニカルサービス

## 沿革
- 1961年（昭和36年）- 三菱モンサント化成（三菱化学の前身「三菱化成」と米・モンサントの合弁会社）にてAS樹脂生産開始（四日市）。
- 1966年（昭和41年）- ABS樹脂生産開始。日本合成ゴム（現・JSR）にてABS樹脂生産開始。
- 1994年（平成6年）- 三菱モンサント化成より、米・モンサントが資本撤収し、その後三菱化学の合成樹脂部門に統合。
- 1996年（平成8年）- 日本合成ゴムと三菱化学の共同出資により、テクノポリマー株式会社設立。
- 2002年（平成14年）- 鐘淵化学工業株式会社（現・カネカ）より耐熱ABS樹脂（MUH）事業買収。
- 2009年（平成21年）- 三菱化学の事業撤退（株式譲渡）によりJSRの完全子会社となる。
- 2018年（平成30年）- UMG ABSと事業統合し、テクノUMG株式会社設立。

## 関連会社
- Techno Polymer Thailand
- Techno Polymer Hong Kong
- Techno Polymer Guangzhou
- Techno Polymer Shanghai
- Techno Polymer America
- Techno Europe
- 上海虹彩塑料有限公司
- 大科能樹脂（上海）技術発展有限公司
- 星科工程塑（深圳）有限公司